# Johannes Kemke
Johannes Rudolf Benjamin Kemke (* 20. Januar 1863 in Königsberg; † 20. Oktober 1918 ebenda) war ein deutscher Klassischer Philologe und Bibliothekar. Er ist vor allem durch seine kritische Edition von Philodemos’ Schrift De musica (1884) bekannt.

## Leben
Johannes Kemke, der Sohn des Kaufmanns Johann Eduard Kemke und Bruder des Buchhändlers und Prähistorikers Heinrich Kemke, studierte Klassische Philologie an der Universität Bonn, wo er dem Bonner Kreis und dem Philologischen Verein angehörte und am 11. August 1884 zum Dr. phil. promoviert wurde. In seiner Doktorarbeit beschäftigte er sich mit einer antiken Schrift zur Musiktheorie (Philodemos, De musica), die er aus Papyrusfragmenten rekonstruierte.
Zum 1. Oktober 1888 trat Kemke als Volontär in den Bibliotheksdienst ein, und zwar an der Universitätsbibliothek Göttingen, die damals unter der Leitung von Karl Dziatzko eine führende Institution der wissenschaftlichen Bibliothekarausbildung war. Nach drei Lehrjahren ging Kemke zum 1. Oktober als Hilfsarbeiter (Assistent) an die Königliche Bibliothek zu Berlin, wo er am 1. Juli 1894 zum Hilfsbibliothekar und am 1. April 1898 zum Bibliothekar ernannt wurde. Gleichzeitig übernahm er zum 1. April 1897 eine Stelle als Archivar bei der Preußischen Akademie der Wissenschaften, die er jedoch aus Gesundheitsgründen nach einem Monat wieder abgab.
Vom 1. April 1901 bis zum 31. März 1908 kehrte er als Nachfolger von Rudolf Focke an die Universitätsbibliothek Göttingen zurück. Am 17. März 1908 wurde er mit Wirkung zum 1. April an die Universitätsbibliothek Kiel versetzt und erhielt dort am 15. Juli 1908 den Titel eines Oberbibliothekars. Zu seinen Aufgaben gehörte vor allem die Katalogisierung der Bestände. Er folgte dabei den bibliothekswissenschaftlichen Grundsätzen, die er in seiner Göttinger Ausbildungszeit gelernt hatte, brachte aber in vier Jahren akribischer Arbeit nur die Anfänge eines neuen Katalogs zustande. Am 6. November 1914 wurde er erneut versetzt, diesmal in seine Heimatstadt Königsberg (mit Wirkung zum 1. Januar 1915). Seine labile Gesundheit verhinderte es jedoch, dass er dort eine besondere Wirkung entfaltete. Bereits ab 1916 war er durch Rheumatismus stark behindert, ab Anfang 1917 dann weitgehend dienstunfähig. Er starb am 20. Oktober 1918 im Alter von 55 Jahren. Seine Privatbibliothek im Umfang von 300 Bänden erwarb die Universitätsbibliothek Königsberg.

## Wissenschaftliches Werk
Als Klassischer Philologe der Bonner Schule (unter Franz Bücheler und Hermann Usener) leistete Kemke mit seiner Doktorarbeit einen wichtigen Beitrag zur antiken Musiktheorie: In seiner Doktorarbeit rekonstruierte er Philodems’ Schrift De musica, die in einer Vielzahl von Papyrusfragmenten (zum Teil arg verstümmelten) aus Herculaneum erhalten war. Seine Edition wurde bereits beim Erscheinen in der Fachwelt hochgeschätzt und bildete den Ausgangspunkt für die weitere Forschung zu dieser Schrift. Das besonders stark fragmentierte vierte Buch, dessen Textgestaltung Kemke selbst an vielen Stellen offen gelassen hatte, wurde ein Jahrhundert später von Annemarie Jeanette Neubecker aufgrund jahrzehntelanger Vorarbeiten neu ediert.
Kemkes weitere wissenschaftliche Arbeit galt vor allem der Geschichte des Buch- und Bibliothekswesens. Seine bedeutendste Veröffentlichung auf diesem Gebiet war eine kommentierte Briefedition des schottischen Bibliothekars Patrick Young (1584–1652).

## Schriften (Auswahl)
- Philodemi de musica librorum quae exstant. Leipzig 1884 (Digitalisat bei archive.org).
- Aus dem XX artium liber des Paulus Paulirinus. In: Zentralblatt für Bibliothekswesen. Band 7 (1890), S. 144–149.
- Bibliographisches. Über John Durie’s Buch „Reformed librarie-keeper“, 1650. In: Zentralblatt für Bibliothekswesen. 1892. (GND)
- Zur Geschichte des Buchdrucks in Constantinopel. In: Zentralblatt für Bibliothekswesen, Bd. 11 (1894), S. 178–184 (online).
- Patricius Junius (Patrick Young), Bibliothekar der Könige Jacob I. und Carl I. von England. Mitteilungen aus seinem Briefwechsel. Leipzig 1898 (= Sammlung bibliothekswissenschaftlicher Arbeiten 12). Nachdruck Wiesbaden 1969.